# Lewis Richardson (Boxer)
Lewis Richardson (* 4. Juni 1997 in Colchester) ist ein britischer Boxer im Halbmittelgewicht.

## Boxkarriere
Richardson wurde 2018 Britischer Meister und startete bei der Weltmeisterschaft 2021 in Belgrad, wo er gegen Almir Memić ausschied. 2022 in Jerewan wurde er nach einer Finalniederlage gegen Gabriel Dossen Vize-Europameister und gewann nach einer Halbfinalniederlage gegen Sam Hickey eine Bronzemedaille bei den Commonwealth Games in Birmingham.
Beim 2. Olympiaqualifikationsturnier 2024 in Bangkok erkämpfte er sich mit Siegen gegen Brandon Chávez, Kasra Tahmasebi, Tiago Muxanga und Angel Llanos einen Startplatz bei den Olympischen Spielen 2024 in Paris. Dort erreichte er gegen Wahid Abbasow und Zeyad Iashaish das Halbfinale, wo er knapp mit 2:3 gegen Marco Verde ausschied und Bronze gewann.